# 존 오닐
존 패트릭 오닐(영어: John Patrick O'Neill, 1958년 3월 11일, 런던데리 주 데리 ~)은 전 북아일랜드 국가대표 축구 선수로, 현역 시절 국가대표팀 경기에 39번 출전해 2골을 넣었다. 북아일랜드 데리 출신인 그는 북아일랜드 국가대표팀 일원으로 1982년과 1986년에 2차례 월드컵에 출전했다. 그의 마지막 국가대표팀 경기는 0-3으로 패한 1986년 월드컵의 브라질전이었다.

## 클럽 경력
오닐은 레스터 시티, 퀸스 파크 레인저스, 그리고 노리치에서 활동했다. 그는 카나리아 군단에서의 활약이 오래 가지 못했는데, 1987년에 노리치 소속으로 뛴 경기는 윔블던전 딱 1경기였다. 그는 경기 34분 만에, 던스 선수였던 존 퍼셔누의 거친 견제에 무릎 인대가 파열되었고, 재활에 실패하며 축구화를 벗어야 했다. 오닐은 이후 축구화를 벗게 만든 퍼셔노에 소송했다가 이후 법정에서 £70,000의 합의를 보았다.
그는 1988-89 시즌에 캐로 로드에서 헌정 경기를 치렀다.

## 감독 및 행정 경력
현역 은퇴 후, 오닐은 1990년에 리그 오브 아일랜드의 핀 하프스를 맡았다. 이후, 그는 친정으로 복귀해 단기간 데리 시티의 이사진으로 활동했다.

## 매체 활동
현역 은퇴 후, 오닐은 재키 풀러톤과 북아일랜드 국가대표팀 경기를 중계했다. 

## 국가대표팀 득점 목록
아래의 점수에서 왼쪽의 점수가 북아일랜드의 점수이다.
| #  | 날짜             | 경기장                         | 상대           | 점수 | 결과 | 대회                 |
| -- | ---------------- | ------------------------------ | -------------- | ---- | ---- | -------------------- |
| 1. | 1980년 6월 11일  | 시드니, 시드니 크리켓 그라운드 | 오스트레일리아 | 2–0  | 2–1  | 친선경기             |
| 2. | 1984년 11월 14일 | 벨파스트, 윈저 파크            | 핀란드         | 1–1  | 2–1  | 1986년 월드컵 예선전 |